# Siemonia
Siemonia est une localité polonaise de la gmina de Bobrowniki, située dans le powiat de Będzin en voïvodie de Silésie.